# Isochromodes phyllira
Isochromodes phyllira là một loài bướm đêm trong họ Geometridae.